# Colonia Ulpia Traiana
La Colonia Ulpia Traiana (usualmente abreviada CUT) fue una ciudad romana fundada alrededor del año 100 por el emperador Trajano (Marcus Ulpius Traianus) a quien debe su nombre. Ocupaba un área de unas 70 hectáreas y se encontraba situada al lado de la actual ciudad alemana de Xanten en el estado federado de Renania del Norte-Westfalia. 
El estatus de colonia era una denominación importante en el imperio romano y solo podían llamarse así las ciudades que se consideraban un buen reflejo de Roma, diseñadas a su imagen y semejanza. Los edificios monumentales —cuyas ruinas han sido encontradas en sucesivas excavaciones arqueológicas que se prolongan hasta la actualidad— dan cuenta de la importancia de la Colonia Ulpia Traiana, la que junto a Claudia Ara Agrippinensium y Augusta Treverorum (Colonia y Treveris, respectivamente) conforman el trío de fundaciones romanas más grandes en la provincia de Germania Inferior, que hoy corresponde a territorios de Alemania y Países Bajos al este del Rin.
El saqueo y pillaje en las ruinas de la ciudad romana se extendió hasta el siglo XVIII y hasta avanzado el siglo XIX los vestigios sirvieron principalmente de cantera para recuperación de material de construcción en Xanten. Una parte importante de la obra en piedra de su catedral, por ejemplo, está hecha con materiales recuperados de la Colonia Ulpia Traiana.
A pesar de ello, hubo ciertos hallazgos importantes tempranos que fueron documentados de manera sistemática ya en el siglo XVI por Stephan Vinandus Pighius (1520-1604), un arqueólogo, anticuario y filólogo, sobrino del famoso teólogo Albert Pighius.
Sin embargo, la investigación científica metódica, la protección y conservación de las monumentales obras de la colonia comienzan recién a mediados del siglo XIX.

## Orígenes
Existe registro arqueológico de poblamiento de la zona desde el Paleolítico medio.
Antes de la llegada de los romanos, el área de Xanten estaba escasamente poblada y solo había una serie de pequeñas aldeas campesinas, más bien caseríos, donde hombres y animales compartían el mismo espacio: una especie de establo y casa unificados en una única construcción modesta, donde los hombres protegían a su ganado de las heladas y los animales aportaban a la calefacción de la vivienda.
A esta región del bajo Rin, de una densidad poblacional muy baja, llegaron los primeros legionarios romanos mucho tiempo antes de la fundación de la Colonia Ulpia Traiana. Hubo un explosivo aumento de la población en el contexto de la ofensiva del Rin lanzada por el emperador Augusto. Entre los años 13 y 12 a. C. se estableció el primer campamento militar significativo, con al menos una legión, en la colina que hoy lleva el nombre de Fürstenberg', con una ubicación geográfica estratégica junto al río y desde la que se podía dominar visualmente toda la zona. Este campamento se denominó Vetera I o Vetera Castra. 
A mediados del siglo I, durante la época del emperador Nerón, el contingente emplazado en la zona había aumentado y ya se trataba de dos legiones, con más de 10 000 hombres. El asentamiento romano había llegado a tener gran relevancia para el imperio en su conjunto. La población de legionarios y civiles se multiplicó haciendo necesaria la construcción de  almacenes, barracas y viviendas de todo tipo, y también de una serie de servicios: calles, fuentes, acueductos. De manera simultánea se desarrolló entonces un primer asentamiento civil.  El curso del Rin era en aquella época distinto del actual, de modo que junto al lugar donde hoy se encuentran los restos arqueológicos de este primer asentamiento civil, había un brazo de río. Protegido del viento y la corriente, dicho brazo era una ubicación excelente para un puerto fluvial, cuyo establecimiento trajo consigo una significativa actividad comercial, la que a su vez atrajo a más y más personas a vivir junto al río. Este asentamiento portuario contaba con una población que ya no solo se componía de militares retirados, sino que eran principalmente civiles, comerciantes, artesanos y en suma, todos los actores sociales necesarios para ir conformando, en el transcurso de las primeras décadas del siglo I, un núcleo urbano importante en la región.
Tras la muerte de Nerón en 68, este desarrollo romano vertiginoso fue interrumpido de manera drástica por la victoriosa insurrección de los germanos bátavos entre los años 69 y 70, durante la cual el campamento en la colina de Fürstenberg fue reducido a escombros y cenizas, y, al parecer, el asentamiento junto al puerto corrió una suerte similar.
Tras un año de guerra, caos y enfrentamientos armados irregulares, llegaron nuevas legiones, que lograron vencer a los germanos insurgentes, comenzando enseguida una reconstrucción, cuyo punto culminante será más tarde la fundación de la Colonia Ulpia Traiana.
Muy cerca del campamento destruido con capacidad para dos legiones, los romanos levantaron uno nuevo, Vetera II, algo más pequeño y donde tuvo alojamiento una única legión. Vestigios de este asentamiento militar quedan pocos, porque durante la Edad Media una crecida y cambio de curso del Rin se hizo cargo de borrarlo del mapa.

## Fundación

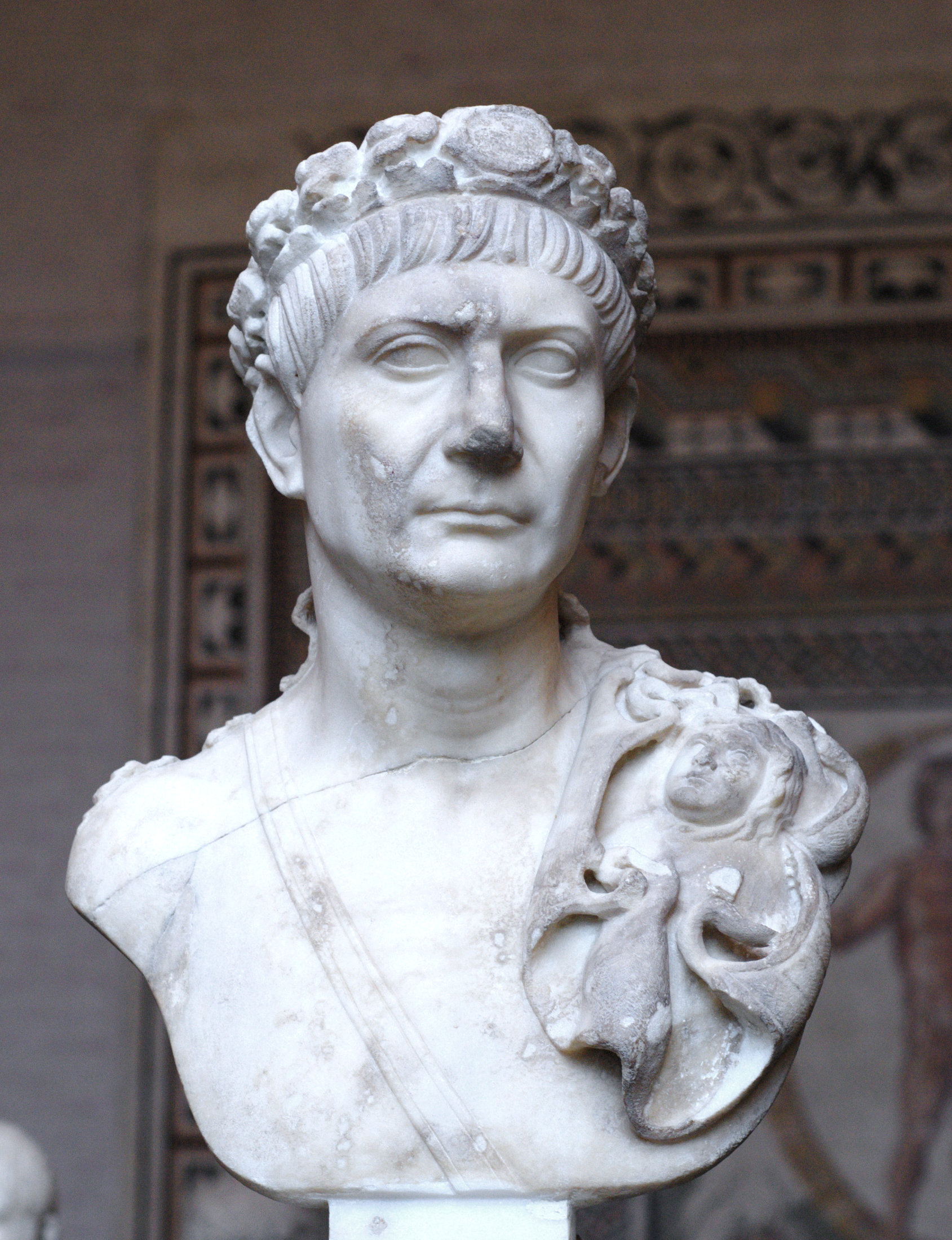
El fundador Marcus Ulpius Traianus (Trajano) con corona cívica y égida.

En el lugar donde se encuentran las ruinas y vestigios de la Colonia, se documentan tumbas romanas muy anteriores a la fundación y también algunos muros de viviendas sencillas. No pueden atribuirse a Vetera I y Vetera II porque estaban demasiado lejos de donde se encontraban esos campamentos de legionarios. Una teoría bastante aceptada es la que postuló el arqueólogo alemán Paul Steiner, quien sostuvo la existencia de una pequeña aldea civil romana exactamente donde se emplazó más tarde la Colonia, pero situada a su sector suroeste. Esta tesis pudo comprobarse en los años 1930, durante las excavaciones del área del Templo del Puerto y del anfiteatro, que permitieron postular incluso una superficie más amplia para esta primera aldea.
Alrededor del año 100 la ciudad recibe la denominación de Colonia Ulpia Traiana, un título que solo podía conceder el emperador en persona. El recientemente nombrado emperador Trajano, que en ese momento era gobernador de Germania Superior, le otorgó el rango de colonia civium romanorum y le dio su nombre para asegurar así su crecimiento y prosperidad.
Se ha podido establecer, sobre la base de los hallazgos arqueológicos, que la fundación de la Colonia Ulpia Traiana debió ocurrir aproximadamente medio siglo después de que en Oppidum Ubiorum, en los territorios de la actual ciudad de Colonia, se fundara la Colonia Claudia Ara Agrippinensium (CCAA), denominada así porque Agripina, la última esposa de Claudio y madre de Nerón había nacido allí. Sin embargo, no ha sido posible determinar con exactitud cuándo ocurrió el acto fundacional de Ulpia Traiana, y solo se han formulado suposiciones sobre lo que llevó a Trajano a decidirlo, sin poder establecer sus motivaciones con exactitud.
Las razones para fundar colonias romanas eran, clásicamente, la entrega de territorios valiosos a los veteranos de guerra destacados y el fortalecimiento de la presencia y dominio romanos en alguna zona estratégica, no solo desde el punto de vista de la seguridad, sino también como núcleos económicos para el avance del imperio. Sin embargo, a estas razones que primordialmente motivaron tanto a Julio César como a Augusto, se fueron sumando en los gobiernos siguientes otros motivos relacionados más bien con el prestigio. Se sabe, por ejemplo, que CCAA fue fundada porque Agripina quería que a su ciudad natal también se le confiriese el alto estatus de colonia, habida cuenta de que Lyon, la ciudad donde había nacido su esposo Claudio gozaba de esta denominación y Agripina no quería ser menos que su esposo. Así, es posible que en la decisión de Trajano, los factores personales hayan jugado cierto papel.
En el tiempo inmediatamente anterior a la fundación, más precisamente, en el año 97, Trajano había sido adoptado por el emperador Nerva, acto que incluía su sucesión en el trono. Esta designación ocurre en medio de rebeliones de tropas y es el resultado de fuertes luchas de poder. En un profundo enfrentamiento en el Senado, el grupo al que pertenecía Trajano como gobernador de Germania superior logró imponerse frente al que apoyaba a Cornelius Nigrinus, gobernador de Siria.
Sin embargo, las tropas de Germania inferior, que habían sido leales a Domiciano y se habían enfrentado con las de Germania superior no estaban muy conformes con la designación de Trajano y había cierta alarma de movimientos insurreccionales. Una versión plausible sobre las motivaciones de Trajano para fundar la colonia dice que tomó esta decisión cuando acudió a la zona en el año 98 y que fue una medida para conquistar la adhesión de los legionarios de esta zona estratégica como tropas militares y súbditos civiles fieles a su gobierno.

## Desarrollo

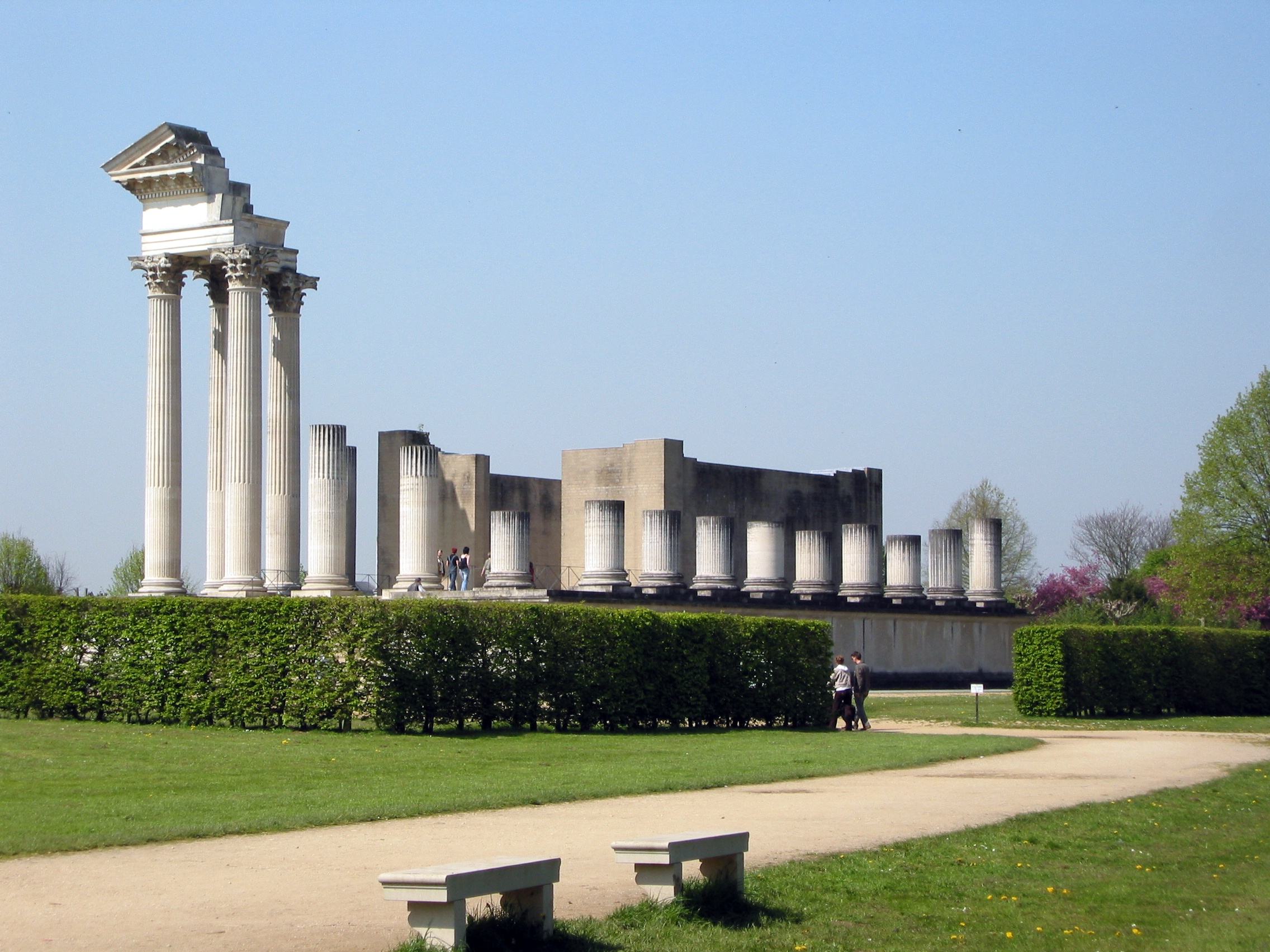
Reconstrucción con materiales nuevos del Templo del Puerto, en el mismo lugar donde se hallaron sus fundamentos. Parque Arqueológico de Xanten

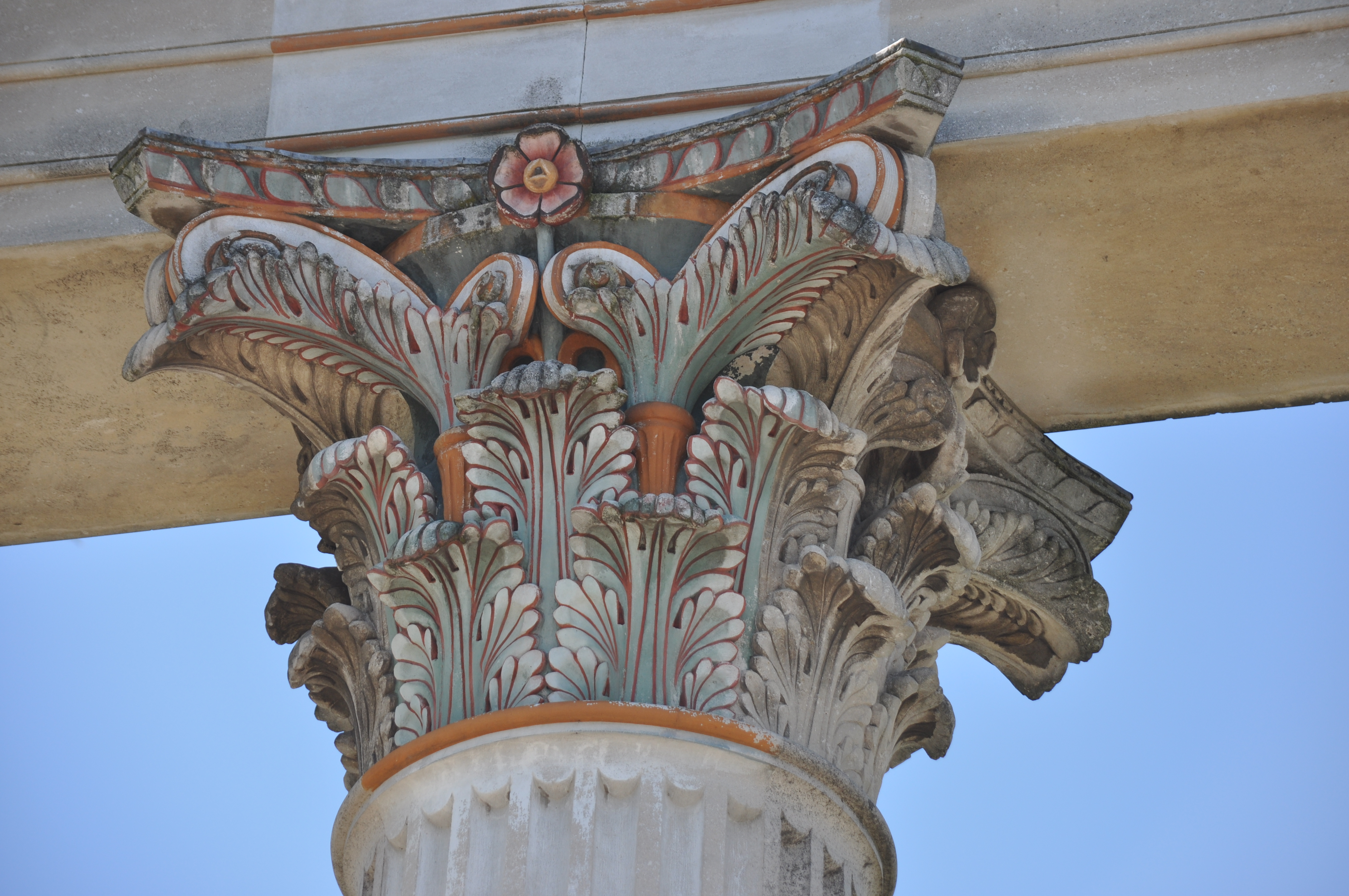
Detalle de un capitel del orden corintio romano en la reconstrucción del Templo del Puerto

La población de la Colonia en el primer siglo de nuestra era tenía un carácter mixto. Inicialmente con mucha presencia de militares romanos retirados del servicio activo, pero luego compuesta mayoritariamente por civiles, germanos, galos y otros que llegaron a establecerse allí, simplemente atraídos por el crecimiento de la ciudad y sus potencialidades. De esta primera etapa hay abundante material cerámico que da cuenta de la convivencia de multiplicidad de culturas.
La ciudad respondía a una planificación urbana precisa, con una red de calles que conforman una retícula regular de rectángulos. Se ha podido establecer que esta disposición de calles hipodámica es incluso anterior a la fundación de la colonia. Las calles rectilíneas ya existían en la aldea precedente.
En el centro de la ciudad, como en todas las fundaciones romanas, había un gran espacio nuclear que albergaba el forum, la representación política imperial, los baños públicos y el templo principal, conocido como «Templo del Capitolio». Al noroeste, en el borde de la ciudad, en las inmediaciones de la ribera del brazo de río –hoy inexistente–, que prestó servicios como puerto, los romanos levantaron otro templo de características monumentales, que se conoce como «Templo del puerto». 
En el parque arqueológico es posible apreciar hoy los fundamentos del templo principal o Capitolio, así como los fundamentos y una reconstrucción parcial del Templo del Puerto. Las instalaciones portuarias propiamente tales aún no se han excavado. En una esquina de la ciudad se emplazaba además un gran anfiteatro, el que ha sido reconstruido in situ.
El anfiteatro ha sido muy útil también para estimar la población que posiblemente tuvo la colonia. Aunque nadie sabe con certeza el número de habitantes, la capacidad del anfiteatro ha llevado a los expertos a estimar la población en 10 000 habitantes, con la salvedad de que es probable que los soldados activos hayan sumado otro tanto y, por temporadas, incluso una cifra mayor.
Por lo menos hasta mediados del siglo III la colonia mantuvo su importancia, con una extensión de 73 hectáreas delimitadas por un muro convivían aquí galos y germanos. Los veteranos de guerra recibieron aquí estupendas propiedades en pago a sus servicios militares.

## Decadencia, destrucción y reconstrucción de la ciudad
Un factor bastante decisivo —que marcó la decadencia y cambió radicalmente la seguridad de la ciudad— fue la separación o corte del brazo del Rin, a la orilla del cual se emplazaba, del curso principal del río.  En la época romana el puerto no usaba un brazo muerto del río como a veces erróneamente se supone, sino un brazo activo, que luego acumuló sedimentos sus bocas y se separó definitivamente en la segunda mitad del siglo III.
Aparte de servir de puerto, ese brazo fluvial ofrecía una protección natural a la colonia, así, en el año 260, cuando ocurrió el primer cruce del Rin por los francos, varios poblados de Germania inferior fueron asaltados, incluyendo este primer ataque a la Colonia Ulpia Traiana, el que sin embargo no acabó totalmente con ella. Quince años más tarde, en una segunda incursión más violenta, los francos invadieron y destruyeron completamente la ciudad.

## Antigüedad tardía

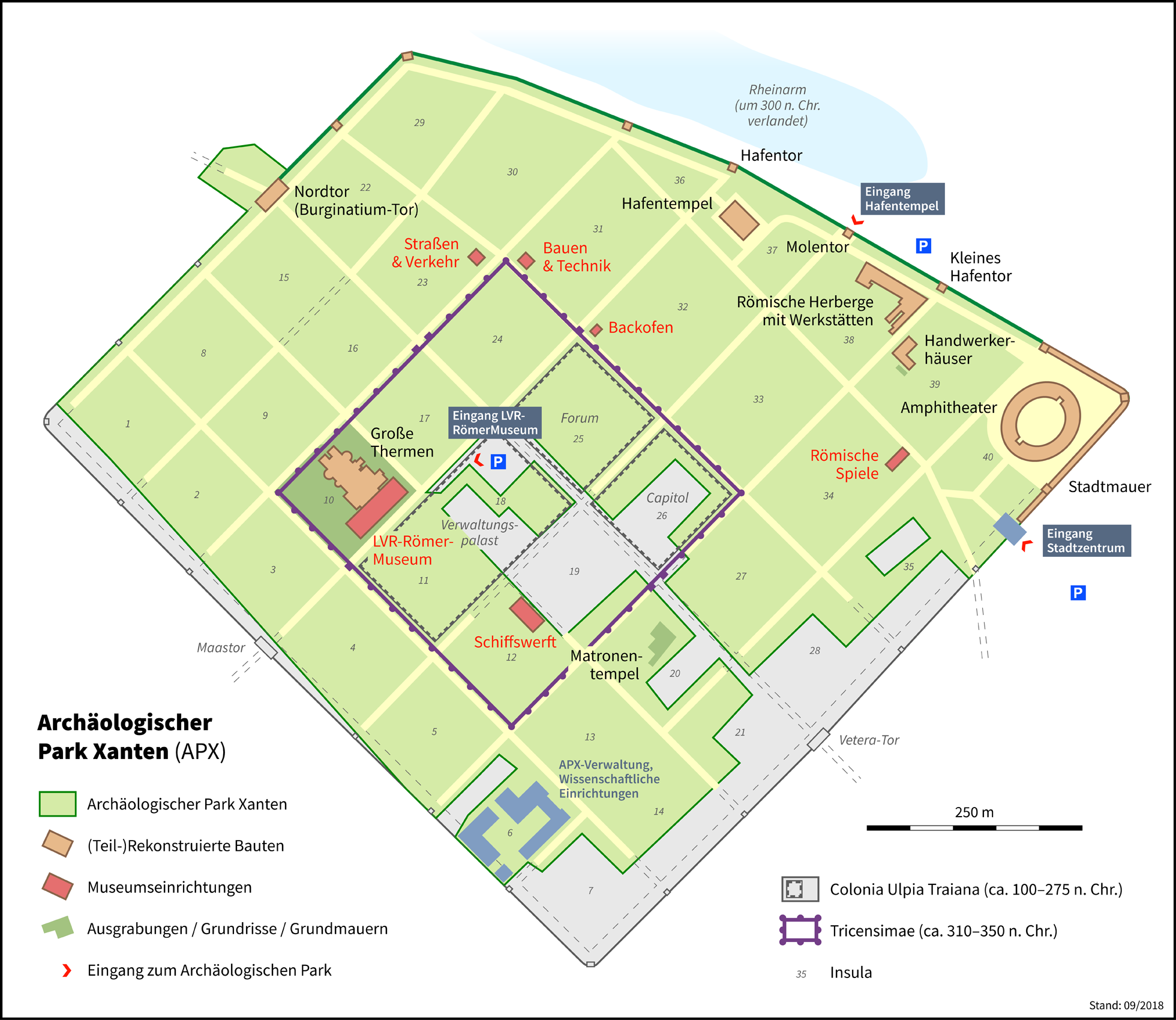
Ubicación de Tricensimae en el antiguo plano de la Colonia Ulpia Traiana

Otras tres décadas transcurrieron hasta que la Colonia fue reconstruida alrededor del año 310. Bajo el nombre de Tricensimae, fue refundada por el emperador Constantino el Grande en las 9 manzanas (isulae) centrales de la antigua colonia. Esta refundación, más que ciudad civil, tenía carácter de fortaleza militar y fue una de las más grandes en su tipo en Germania inferior. 
Para construir esta fortaleza, reconstruir parte de sus edificaciones y levantar el alto y grueso muro que la rodeaba, no se trajo material de muy lejos, sino que se usó lo que estaba más a mano, es decir las piedras de la antigua colonia destruida. Lejos de asignarle valor alguno a su conservación, los romanos veían en estas ruinas un auténtico peligro: el enemigo podía esconderse tras ellas y pasar así inadvertidos a pesar de que en el perímetro protegido por el muro levantaron 48 torres de vigilancia.
No obstante, Tricensimae también fue asaltada y conquistada por los francos en 352 y se volvió a reconstruir una vez más en 359. Tras su reconstrucción, sin embargo, en la primera mitad del siglo V fue definitivamente abandonada, al parecer porque no era suficientemente segura, a pesar de sus gruesos muros.